# Oryctopterus varuna
Oryctopterus varuna — вид прямокрилих комах родини єрусалимські цвіркуни (Stenopelmatidae). Описаний у 2021 році.

## Назва
Вид названо на честь індуїстського бога дощів Варуна. Місцеве населення комаху називає «маннунні», що означає «дитина ґрунту», та «Тханні-Піллаї» («дитина з води»), оскільки комаха трапляється після дощів.

## Поширення
Ендемік Індії.